# Dorcy Rugamba
Dorcy Ingeli Rugamba, né le 29 septembre 1969 à Kigali (Rwanda), est un metteur en scène, acteur et dramaturge rwandais,.

## Biographie
Dorcy Rugamba, né au Rwanda en 1969, est le deuxième des dix enfants de Cyprien et Daphrose Rugamba. Son père est un écrivain, chorégraphe et compositeur. Dorcy Rugamba est formé dans la tradition rwandaise au sein des ballets Amasimbi n'Amakombe fondés et dirigés par son père.
Pour échapper au génocide de 1994, Dorcy Rugamba fuit le Rwanda pour la Belgique via le Burundi voisin. Ses parents et six de ses frères et sœurs sont assassinés le premier jour du génocide. Le 2 octobre 2015, Mgr Thaddée Ntihinyurwa, archevêque de Kigali, ouvre officiellement la cause en canonisation du couple Rugamba dans la cathédrale Saint-Michel de Kigali. Le Saint-Siège nomme Waldery Hilgeman comme postulateur. Il est précisé que « ce n'est pas pour leur martyre mais pour l'héroïcité de leurs vertus que l'on ouvre ce procès ».
Dorcy Rugamba achève à Liège  des études en pharmacie commencées au Rwanda, puis entre au Conservatoire royal de Liège dans le département d'art dramatique où il obtient un premier prix, puis participe à plusieurs productions théâtrales du Groupov dont Rwanda 94 (1999), mis en scène par Jacques Delcuvellerie. Il écrit la pièce Bloody niggers, une réflexion sur la violence aux accents césairiens, produite par le Théâtre national de Belgique et qui a tourné à partir de 2007 en Europe et en Afrique, également mise en scène par Delcuvellerie,. Il fonde en 2001 à Kigali les Ateliers Urwintore, un espace de création contemporaine,
En mai 2004, il est engagé par le théâtre des Bouffes-du-Nord pour tenir le rôle d'Amkoulel dans la tournée internationale de Tierno Bokar d'Amadou Hampâté Bâ, mise en scène par Peter Brook. Il met en scène en 2005 L'Instruction, une pièce de Peter Weiss sur le procès des responsables d'Auschwitz. Entièrement jouée par des acteurs rwandais, elle est présentée au Rwanda avant de tourner à Paris, Londres, Chicago et Yokohama[réf. nécessaire].
Fondateur en 2012 de Rwanda Arts Initiative (RAI), son centre d'art à Kigali s'est doté en 2019 d'une maison d'édition, Moyo. Elle s'est donné pour mission de publier des auteurs dans les langues africaines, sa première publication étant une traduction en kinyarwanda du roman Petit Pays de Gaël Faye.
Rugamba travaille en 2020 sur Les Restes suprêmes, une pièce sur la restitution du patrimoine africain produite par le Théâtre national de Belgique et un opéra portant sur l'histoire générale de l'Afrique.

## Pièces et écrits
- Rwanda 94, 1999
- Marembo, 2005[10]
- Bloody niggers!, 2007
- Gamblers ou La dernière guerre du soldat Hungry, 2010
- Market Place, 2010
- Retour de Kigali, 2016
- Umurinzi, 2019
- Les Restes suprêmes, 2020

## Au théâtre
- Rwanda 94, co-écrit par Dorcy Rugamba et mise en scène de Jacques Delcuvellerie
- Darwin Hotel, mise en scène de Benoit Luporsi
- Tierno Bokar d'Amadou Hampaté Bâ, mise en scène de Peter Brook
- La prochaine fois le feu de James Baldwin, mise en scène de Rosa Gasquet
- L'Instruction de Peter Weiss, mise en scène de Dorcy Rugamba et Isabelle Gyselinx
- Timon d'Athènes de Shakespeare, mise en scène d'Abib Nagmouchin
- Bloody Niggers! (2007) écrit par Dorcy Rugamba, mise en scène avec Jacques Delcuvellerie
- Hate Radio, de Milo Rau
- Retour de Kigali (2016) mise en scène de Dorcy Rugamba et Olivia Rosenthal
- Combat de nègre et de chiens[11] (2017) de Bernard-Marie Koltès, mise en scène de Laurent Vacher.
- Going home (2016-2019), mise en scène de Vincent Hennebicq[12]
- Planet Kigali[13] (2019), mise en scène de Dorcy Rugamba
- Umurinzi[14] (2019), écrit et mise en scène par Dorcy Rugamba
- “Liberté, j’aurai habité ton rêve jusqu’au dernier soir” de Felwine Sarr mise en scène de Dorcy Rugamba
- “Le Vol du Boli” de Damon Albarn et Abderahmane Sissako, mise en scène en collaboration d’Abderahmane Sissako et Dorcy Rugamba
- Les Restes suprêmes[9] (2020), écrit et mis en scène par Dorcy Rugamba